# 新潟万代病院
新潟万代病院（にいがたばんだいびょういん）は、新潟県新潟市中央区にある病院である。2015年3月までは日本郵政株式会社が新潟逓信病院として運営していた。

## 沿革

### 新潟逓信病院として
- 1944年（昭和19年） - 郵政職員とその家族のための病院として開設。
- 1982年（昭和57年） - 地域の一般住民も利用可能となる。
- 1997年（平成9年） - 現在の病院を新しく建てる。
- 2004年（平成16年） - 健康管理科が新潟健康管理センターとして分離する。
- 2007年（平成19年） - 郵政民営化により開設者が日本郵政株式会社となる。

### 新潟万代病院として
- 2015年（平成27年） - 開設者が、日本郵政から新潟臨港病院等を運営する社会医療法人新潟臨港保健会に譲渡され、名称が「新潟万代病院」になる。

## 診療科目
- 内科
- 外科
- 産婦人科
- 整形外科

## 交通アクセス
- JR新潟駅より徒歩約15分。
- 万代シテイバスセンターより徒歩約5分。
- 新潟交通 C6 八千代橋線、C8 新大病院線、S4 上所線 「新潟万代病院前」バス停より徒歩すぐ。